# Gaga germanotta
Espèce
Gaga germanotta est une espèce de fougères du genre Gaga. Elle est originaire du Costa Rica. Cette espèce a été découverte récemment et décrite en l'an 2012.

## Taxinomie
Cette espèce a été nommée en l'honneur de la chanteuse Lady Gaga dont le vrai nom est Stephani Germanotta.

## Description
Gaga germanotta mesure de 6 à 15 cm de hauteur.
Les frondes sont de couleur vert clair et elles se déploient à partir de crosses très serrées.
La croissance de cette plante est lente.

## Distribution et habitat
Cette espèce est originaire du Costa Rica et y est probablement endémique. En effet, elle a été découverte dans les Collines de la Mort au sud de la capitale costaricienne San José. Elle a été repérée à 3 334 mètres d'altitude.

## État de conservation
Gaga germanotta est décrite comme étant une plante rare mais les informations la concernant ne sont pas encore suffisantes pour pouvoir dire si elle est menacée d'extinction ou non.